# 水曜どうでしょう写真集
水曜どうでしょう写真集（すいようどうでしょうしゃしんしゅう）は、北海道テレビ放送制作のバラエティ深夜番組『水曜どうでしょう』の番組関連グッズとして作成された写真集。これまでに2冊発行されている。

## 概要
水曜どうでしょうのロケの合間にD陣もしくは出演者が撮影した写真を本にまとめたものである。ロケ先の風景画や出演陣の姿はもちろん、番組ではめったに写ることの無いD陣や製作スタッフの姿も収められている。

## 第1弾
1999年に出版された。1996年から1999年までの4年間に撮影した写真が使用されている。
1999年は番組の人気が確立され、番組もグッズ販売など色々な事にチャレンジし始めた年であった。写真集第1弾はこの年に製作された。アメリカ横断企画第1夜でその撮影の様子が見られる。
写真以外にも、鈴井・大泉の「北欧ロケ日記」など、「どうでしょう班」の4人の書いた文章が掲載されている。

## 第2弾
番組終了後の2003年5月に出版された。1998年から番組終了の2002年までの5年間の間に撮影された写真が使用されている。発行部数は3万部。
一度印画紙に焼いた写真を元にトリミング等を行った上で印刷を行う一般的な写真集と異なり、「ネガフィルムに記録された情報を忠実に再現する」目的で、ネガから取り込んだ画像情報をそのまま印刷するスタイルをとった他、印刷用紙として当時絶版となっていた「ミルトGA」（日清紡）を選択、メーカーに掛け合って生産させるなどといったこだわりを見せている。逆に「文章は必要最小限に留める」という方針から、文章は巻末のメモと「どうでしょう班」4人によるコラムのみ。
2007年に再版される予定だったが、同写真集の中に、ちょうど同時期に不適切行為が問題になった「原付西日本制覇」の際の鳥取砂丘における写真が含まれていたことから、HTBでは再版を中止。2009年2月に当該部分の写真を差し替えた改訂版が発売された。